# Maria-Magdalena Rusu
Maria-Magdalena Rusu (Fălticeni, 30 de septiembre de 1999) es una deportista rumana que compite en remo.
Participó en dos Juegos Olímpicos de Verano, obteniendo una medalla de oro en París 2024, en la prueba de ocho con timonel, y el sexto lugar en Tokio 2020, en la misma prueba.
Ganó tres medallas en el Campeonato Mundial de Remo, en los años 2022 y 2023, y diez medallas en el Campeonato Europeo de Remo entre los años 2019 y 2025.

## Palmarés internacional
| Juegos Olímpicos   | Juegos Olímpicos         | Juegos Olímpicos  | Juegos Olímpicos   |
| Año                | Lugar                    | Medalla           | Prueba             |
| ------------------ | ------------------------ | ----------------- | ------------------ |
| 2024               | París (Francia)          | Medalla de oro    | Ocho con timonel   |
| Campeonato Mundial |                          |                   |                    |
| Año                | Lugar                    | Medalla           | Prueba             |
| 2022               | Račice (República Checa) | Medalla de oro    | Ocho con timonel   |
| 2023               | Belgrado (Serbia)        | Medalla de oro    | Ocho con timonel   |
| 2023               | Belgrado (Serbia)        | Medalla de plata  | Cuatro sin timonel |
| Campeonato Europeo |                          |                   |                    |
| Año                | Lugar                    | Medalla           | Prueba             |
| 2019               | Lucerna (Suiza)          | Medalla de oro    | Ocho con timonel   |
| 2020               | Poznań (Polonia)         | Medalla de oro    | Ocho con timonel   |
| 2021               | Varese (Italia)          | Medalla de oro    | Ocho con timonel   |
| 2022               | Múnich (Alemania)        | Medalla de oro    | Ocho con timonel   |
| 2022               | Múnich (Alemania)        | Medalla de bronce | Cuatro sin timonel |
| 2023               | Bled (Eslovenia)         | Medalla de oro    | Cuatro sin timonel |
| 2023               | Bled (Eslovenia)         | Medalla de oro    | Ocho con timonel   |
| 2024               | Szeged (Hungría)         | Medalla de oro    | Ocho con timonel   |
| 2024               | Szeged (Hungría)         | Medalla de plata  | Cuatro sin timonel |
| 2025               | Plovdiv (Bulgaria)       | Medalla de oro    | Dos sin timonel    |